# Aelita-díj
Az Aelita-díj a legnagyobb hagyományokkal rendelkező szovjet, ma orosz sci-fi-díj. 1981 óta ítéli oda évente az Orosz Fantasztikus (sci-fi) Írók Szövetsége. A Jekatyerinburgi (korábbi nevén: Szverdlovszki) Fantasztikus Fesztiválon adják át.

## Díjazottak
- 2020 – Michael Swanwick amerikai író
- 2019 – Oleg Igorevics Gyivov (Оле́г И́горевич Ди́вов)
- 2018 – Vagyim Jurjevics Panov (Вади́м Ю́рьевич Пано́в)

- 2017 – Andrej Olegovics Beljanyin (Андрей Олегович Белянин)
- 2016 – Jevgenyij Ivanovics Filenko (Евге́ний Ива́нович Филе́нко)
- 2015 – Vjacseszlav Mihajlovics Ribakov (Вячеслав Михайлович Рыбаков)
- 2014 – Iszaj Davidov (Иса́й Давы́дов, eredeti nevén Дави́д Исаа́кович Ше́йнберг)

- 2013 – Roman Valerjevics Zlotnyikov (Роман Валерьевич Злотников)
- 2012 – Pavel Rafaelovics Amnuel (Павел Рафаэлович Амнуэль)
- 2011 – G. L. Oldi álnéven Oleg Szemjonovics Ladizsenszkij és Dmitrij Jevgenyjevics Gromov  (Г. Л. Олди (Олег Ладыженский и Дмитрий Громов)  &  Jevgenyij Lvovics Vojszkunszkij (Войскунский, Евгений Львович)
- 2010 – Andrej G. Lazarcsuk (Лазарчук, Андрей)
- 2009 – Vlagyimir Vasziljev (Васильев, Владимир)
- 2008 – Szvjatoszlav Vlagyimirovics Loginov (Логинов, Святослав Владимирович)
- 2007 – nem volt díjazott
- 2006 – Alekszandr Nyikolajevics Gromov (Громов, Александр Николаевич)
- 2005 – Marija Vasziljevna Szemjonova (Семёнова, Мария Васильевна)
- 2004 – Vaszilij Vasziljevics Golovacsov (Головачёв, Василий Васильевич)
- 2003 – Vlagyimir Ivanovics Szavcsenko (Владимир Савченко)
- 2002 – Jevgenyij Jurjevics Lukin (Лукин, Евгений Юрьевич)
- 2001 – Marina és Szergej Gyacsenko (Дяченко, Марина и Сергей)
- 2000 – Vagyim Szergejevics Sefner (Шефнер, Вадим Сергеевич)
- 1999 – Szergej Vasziljevics Lukjanyenko (Лукьяненко, Сергей Васильевич)
- 1998 – Jevgenyij Guljakovszkij (Гуляковский, Евгений)
- 1997 – Kir Bulicsov (Кир Булычёв)
- 1996 – nem volt díjazott
- 1995 – nem volt díjazott
- 1994 – Gennagyij Praskevics (Геннадий Прашкевич)
- 1993 – Vaszilij Dmitrijevics Zvjagincev (Звягинцев, Василий Дмитриевич)
- 1992 – Szergej Alekszandrovics Drugal (Другаль, Сергей Александрович)
- 1991 – Vlagyimir Dmitrijevics Mihajlov (Михайлов, Владимир Дмитриевич)
- 1990 – Oleg Szergejevics Korabelnyikov (Kорабельников, Олег Сергеевич)
- 1989 – Szever Felikszovics Ganszovszkij (Гансовский, Север Феликсович)
- 1988 – Viktor Dmitrijevics Kolupajev (Колупаев, Виктор Дмитриевич)
- 1987 – Olga Nyikolajevna Larionova (Ларионова, Ольга Николаевна)
- 1986 – nem volt díjazott
- 1985 – Szergej Ivanovics Pavlov (Павлов, Сергей Иванович)
- 1984 – Szergej Alekszandrovics Sznyegov (Снегов, Сергей Александрович)
- 1983 – Vlagyiszlav Petrovics Krapivin (Крапивин, Владислав Петрович)
- 1982 – Zinovij Jurjevics Jurjev (Юрьев, Зиновий Юрьевич)
- 1981 – Arkagyij és Borisz Sztrugackij, valamint Alekszandr Petrovics Kazancev – megosztva (Стругацкие, Аркадий и Борис és Казанцев, Александр Петрович)

## Kapcsolódó szócikk
- Aelita (kisregény)